# Studina (okręg Mehedinți)
Studina – wieś w Rumunii, w okręgu Mehedinți, w gminie Șovarna. W 2011 roku liczyła 145 mieszkańców.